# Candresse
Candresse är en kommun i departementet Landes i regionen Nouvelle-Aquitaine i sydvästra Frankrike. Kommunen ligger i kantonen Dax-Sud som tillhör arrondissementet Dax. År 2022 hade Candresse 869 invånare.

## Befolkningsutveckling
Antalet invånare i kommunen Candresse
Referens:INSEE